# 2026 год в кино
На 2026 год запланированы премьеры ряда кинокартин, кинофестивали и вручение кинопремий.

## Фильмы, которые выйдут в прокат в 2026 году
|  | Фильм официально не выйдет в российский прокат |

### Январь — март
| Премьера      | Премьера | Название                          | Студия                                                                                               | Режиссёр                    | В ролях | Жанр                                      | Прим.                         |
| ------------- | -------- | --------------------------------- | --- | --------------------------- | --- | ----------------------------------------- | ----------------------------- |
| Я Н В А Р Ь   | 1        | Буратино                          | «Водород» «НМГ» Art Pictures Studio                                                                  | Игорь Волошин               | Виталия Корниенко, Александр Яценко, Анастасия Талызина, Степан Белозёров, Рузиль Минекаев, Марк Эйдельштейн, Виктория Исакова, Александр Петров, Фёдор Бондарчук, Лев Зулькарнаев, Светлана Немоляева | мюзикл, фэнтези                           | [ 1 ]                         |
| Я Н В А Р Ь   | 1        | Простоквашино                     | «ТНТ» «Газпром Медиа» «Союзмультфильм»                                                               | Сарик Андреасян             | Иван Охлобыстин, Роман Панков | комедия, семейный                         | [ 2 ]                         |
| Я Н В А Р Ь   | 1        | Чебурашка 2                       | Yellow, Black and White «Союзмультфильм»                                                             | Дмитрий Дьяченко            | Сергей Гармаш, Ольга Кузьмина, Елена Яковлева, Фёдор Добронравов, Сергей Лавыгин, Полина Максимова | семейная комедия                          | [ 3 ]                         |
| Я Н В А Р Ь   | 2        | Соулм8йт                          | Universal Pictures Blumhouse Productions Atomic Monster Productions                                  | Кейт Долан                  | Лили Салливан | научно-фантастический эротический триллер | [ 4 ]                         |
| Я Н В А Р Ь   | 9        | Мятеж                             | Punch Palace Productions MadRiver Pictures                                                           | Жан-Франсуа Рише            | Джейсон Стейтем, Аннабелль Уоллис, Роланд Мёллер, Джейсон Вонг | остросюжетный триллер                     |                               |
| Я Н В А Р Ь   | 9        | Гренландия: Миграция              | Lionsgate Anton STXFilms Thunder Road Films G-BASE Film Production                                   | Рик Роман Во                | Джерард Батлер, Морена Баккари, Роджер Дэйл Флойд | фильм-катастрофа, боевик                  |                               |
| Я Н В А Р Ь   | 16       | Лакомый кусок                     | Artists Equity Netflix                                                                               | Джо Карнахан                | Мэтт Деймон, Бен Аффлек, Тейяна Тейлор, Саша Калле | криминальный триллер                      | [ 5 ]                         |
| Я Н В А Р Ь   | 23       | Милосердие                        | Metro-Goldwyn-Mayer Atlas Entertainment Bazelevs Company                                             | Тимур Бекмамбетов           | Крис Прэтт, Ребекка Фергюсон, Аннабелль Уоллис | научно-фантастический триллер             | [ 6 ]                         |
| Я Н В А Р Ь   | 23       | Возвращение в Сайлент Хилл        | Davis Films                                                                                          | Кристоф Ган                 | Джереми Ирвин, Ханна Эмили Андерсон | фильм ужасов                              | [ 7 ]                         |
| Ф Е В Р А Л Ь | 14       | Морозко                           | Star Media, Централ Партершип                                                                        | Эдуард Бордуков             | Кирилл Зайцев, Елизавета Боярская, Светлана Колпакова | сказка                                    | [ 8 ]                         |
| Ф Е В Р А Л Ь | 20       | Три полные сумки: Овечий детектив | Metro-Goldwyn-Mayer Working Title Films Lord Miller Productions Three Strange Angels                 | Кевин Уильямсон             | Хью Джекман, Эмма Томпсон, Николас Браун | мистика, комедия, триллер                 | [ 9 ]                         |
| Ф Е В Р А Л Ь | 27       | Крик 7                            | Paramount Pictures Spyglass Media Group                                                              | Кевин Уильямсон             | Нив Кэмпбелл, Кортни Кокс | слэшер                                    | [ 10 ]                        |
| М А Р Т       | 6        | Прыгуны                           | Walt Disney Pictures Pixar Animation Studios Walt Disney Studios Motion Pictures                     |                             | |                                           |                               |
| М А Р Т       | 6        | Невеста                           | Warner Bros. Pictures Pie Films First Love Films Pilot Productions                                   | Мэгги Джилленхол            | Penélope Cruz, Кристиан Бейл, Джесси Бакли, Питер Сарсгаард, Аннетт Бенинг | фильм ужасов, драма, фэнтези              | [ 11 ]                        |
| М А Р Т       | 19       | Доктор Айболит                    | «Воронеж»                                                                                            | Алексей Замыслов            | Николай Дроздов | мультфильм, детский, комедия, приключения | [ источник не указан 62 дня ] |
| М А Р Т       | 20       | Проект «Аве Мария»                | Metro-Goldwyn-Mayer Lord Miller Productions Waypoint Entertainment Pascal Pictures General Admission | Фил Лорд и Кристофер Миллер | Райан Гослинг, Сандра Хюллер, Милана Вайнтруб | научная фантастика                        | [ 12 ]                        |
| М А Р Т       | 27       | Собачьи звёзды                    | Scott Free Productions 20th Century Studios                                                          | Ридли Скотт                 | Джейкоб Элорди, Маргарет Куолли, Джош Бролин, Гай Пирс, Бенедикт Вонг | постапокалиптика                          | [ 13 ] [ 14 ]                 |

### Апрель — июнь
| Премьера    | Премьера | Название                           | Студия                                                                           | Режиссёр                     | В ролях                                                                          | Жанр                             | Прим.  |
| ----------- | -------- | ---------------------------------- | -------------------------------------------------------------------------------- | ---------------------------- | -------------------------------------------------------------------------------- | -------------------------------- | ------ |
| А П Р Е Л Ь | 3        | Братья Супер Марио 2 в кино        | Universal Pictures Illumination Nintendo                                         | Аарон Хорват, Михаэль Еленик | TBA                                                                              | приключения, фэнтезийная комедия | [ 15 ] |
| А П Р Е Л Ь | 17       | Мумия                              | New Line Cinema Atomic Monster Blumhouse Productions Doppelgängers               | Ли Кронин                    | Джек Рейнор, Лаия Коста, Вероника Фалькон, Мэй Каламави, Мэй Элгети              | сверхъестественный фильм ужасов  | [ 16 ] |
| М А Й       | 22       | Мандалорец и Грогу                 | Lucasfilm Ltd. Walt Disney Studios Motion Pictures                               | Джон Фавро                   | Педро Паскаль                                                                    | космический вестерн              | [ 17 ] |
| М А Й       | 28       | Кощей. Тайна живой воды            | «КиноАтис» «СТВ» «ВОЛЬГА»                                                        | Роман Артемьев               |                                                                                  | приключение, комедия,фэнтези     |        |
| И Ю Н Ь     | 5        | Властелины Вселенной               | Mattel Films Escape Artists Franklin Entertainment                               | Трэвис Найт                  | Николас Голицын, Камила Мендес, Элисон Бри, Джаред Лето, Идрис Эльба             | супергероика                     | [ 18 ] |
| И Ю Н Ь     | 12       | Безымянный фильм Стивена Спилберга | Universal Pictures Amblin Entertainment                                          | Стивен Спилберг              | Эмили Блант, Джош О’Коннор, Колин Ферт, Ив Хьюсон, Колман Доминго, Уайатт Рассел | научная фантастика               | [ 19 ] |
| И Ю Н Ь     | 12       | Очень страшное кино 6              | Paramount Pictures Miramax                                                       |                              |                                                                                  | пародия, ужасы                   | [ 20 ] |
| И Ю Н Ь     | 19       | История игрушек 5                  | Walt Disney Pictures Pixar Animation Studios Walt Disney Studios Motion Pictures | Эндрю Стэнтон                | Том Хэнкс, Тим Аллен                                                             | комедия, приключения             | [ 21 ] |
| И Ю Н Ь     | 26       | Супергёрл                          | Warner Bros. DC Studios                                                          | Крейг Гиллеспи               | Милли Олкок, Маттиас Схунартс                                                    | супергероика                     |        |

### Июль — сентябрь
| Премьера        | Премьера | Название                            | Студия                                                                           | Режиссёр                                      | В ролях                                                                                                  | Жанр                                     | Прим.         |
| --------------- | -------- | ----------------------------------- | -------------------------------------------------------------------------------- | --------------------------------------------- | --- | ---------------------------------------- | ------------- |
| И Ю Л Ь         | 17       | Одиссея                             | Universal Pictures Syncopy Films                                                 | Кристофер Нолан                               | Мэтт Деймон, Том Холланд, Энн Хэтэуэй, Зендея, Лупита Нионго, Роберт Паттинсон, Шарлиз Терон             | эпический приключенческий фильм          | [ 22 ] [ 23 ] |
| И Ю Л Ь         | 31       | Человек-паук: Совершенно новый день | Sony Pictures Releasing Columbia Pictures Marvel Studios Pascal Pictures         | Дестин Дэниел Креттон                         | Том Холланд, Зендея, Джейкоб Баталон, Джон Бернтал, Сэди Синк, Лиза Колон-Зайас                          | супергероика, боевик, научная фантастика | [ 24 ]        |
| И Ю Л Ь         | 31       | Щенячий патруль 3                   | Paramount Pictures Nickelodeon Movies Spin Master Entertainment Mikros Image     | Кэл Брункер                                   | TBA | комедия, приключения, фэнтези, семейный  | [ 25 ] [ 26 ] |
| А В Г У С Т     | 13       | Смешарики. Сквозь вселенные         | Вольга                                                                           | Илья Максимов (аним.) Андрей Мармонтов (игр.) | Антон Виноградов, Владимир Постников, Светлана Письмиченко, Вадим Бочанов, Сергей Мардарь, Михаил Черняк | приключения фантастика комедия           | [ 27 ]        |
| А В Г У С Т     | 26       | Астрал 6                            | Sony Pictures Releasing Blumhouse Productions Stage 6 Films                      |                                               | | ужасы                                    |               |
| С Е Н Т Я Б Р Ь | 4        | Как ограбить банк                   | Metro-Goldwyn-Mayer Imagine Entertainment 87North Productions Amazon MGM Studios | Дэвид Литч                                    | Николас Холт, Пит Дэвидсон, Анна Саваи, Рензи Фелиз, Зои Кравиц                                          | фильм-ограбление криминальный триллер    | [ 28 ]        |
| С Е Н Т Я Б Р Ь | 11       | Глиноликий                          | Warner Bros. Pictures DC Studios 6th & Idaho Productions                         | TBA                                           | TBA | супергеройский фильм                     | [ 29 ]        |
| С Е Н Т Я Б Р Ь | 18       | Практическая магия 2                | Warner Bros. Pictures                                                            | Сюзанна Бир                                   | Сандра Буллок, Николь Кидман, Стокард Чэннинг, Дайан Уист                                                | романтическое фэнтези                    | [ 30 ]        |

### Октябрь — декабрь
| Премьера      | Премьера | Название                                       | Студия                                                  | Режиссёр                      | В ролях | Жанр                                                | Прим.                         |
| ------------- | -------- | ---------------------------------------------- | ------------------------------------------------------- | ----------------------------- | --- | --------------------------------------------------- | ----------------------------- |
| О К Т Я Б Р Ь | 2        | Безымянный фильм Алехандро Гонсалеса Иньярриту | Warner Bros. Pictures Legendary Pictures TC Productions | Алехандро Гонсалеса Иньярриту | Том Круз, Сандра Хюллер, Джон Гудмен | драма                                               | [ 31 ]                        |
| О К Т Я Б Р Ь | 22       | Винни-Пух и все-все-все                        | «Наше кино» «Союзмультфильм»                            | Василий Ровенский             | Андрей Леонов, Виктор Хориняк, Милош Бикович, Диана Пожарская, Софья Петрова | приключенческая, комедия, семейный                  | [ 32 ] [ 33 ]                 |
| О К Т Я Б Р Ь | 23       | Остаться                                       | Warner Bros. Pictures                                   | М. Найт Шьямалан              | Джейк Джилленхол, Фиби Дайневор и Эшли Уолтерс | романтический триллер                               | [ 34 ]                        |
| Н О Я Б Р Ь   | 20       | Голодные игры: Рассвет жатвы                   | Color Force                                             | TBA                           | Джозеф Зада, Джесси Племонс, Маккенна Грейс | антиутопический боевик                              | [ 35 ]                        |
| Д Е К А Б Р Ь | 11       | Джуманджи 4                                    | Columbia Pictures                                       | TBA                           | TBA | фэнтезийная комедия, приключения                    | [ 36 ]                        |
| Д Е К А Б Р Ь | 18       | Дюна: Часть третья                             | Warner Bros. Pictures Legendary Pictures                | Дени Вильнёв                  | Тимоти Шаламе, Зендея, Аня Тейлор-Джой, Флоренс Пью | эпический фильм, фантастика фильм                   |                               |
| Д Е К А Б Р Ь | 18       | Ледниковый период 6                            | 20th Century Studios 20th Century Animation             | Джон С. Донкин                | Рэй Романо, Джон Легуизамо, Денис Лири, Саймон Пегг, Куин Латифа | мультфильм, приключенческий фильм, комедийный фильм |                               |
| Д Е К А Б Р Ь | 18       | Мстители: Судный день                          | Marvel Studios AGBO Walt Disney Studios Motion Pictures | Энтони и Джо Руссо            | Крис Хемсворт, Энтони Маки, Пол Радд, Летиша Райт, Том Хиддлстон, Себастиан Стэн, Ханна Джон-Кеймен, Уайатт Рассел, Флоренс Пью, Дэвид Харбор, Симу Лю, Теноч Уэрта, Льюис Пуллман, Педро Паскаль, Ванесса Кирби, Джозеф Куинн, Эбон Мосс-Бакрак, Джеймс Марсден, Келси Грэммер, Алан Камминг, Ребекка Ромейн, Патрик Стюарт, Иэн Маккелен, Ченнинг Татум, Роберт Дауни-младший | супергероика, боевик                                | [ 37 ]                        |
| Д Е К А Б Р Ь | 23       | Иван Царевич и Серый Волк 7                    | «Мельница», «СТВ»                                       | Константин Феоктистов         | Никита Ефремов, Александр Боярский, Максим Сергеев, Михаил Боярский, Татьяна Бунина, Константин Бронзит | мультфильм, сказка, комедия, приключения, семейный  | [ источник не указан 62 дня ] |

### Неподтверждённые даты
- Авторитеты
- Бесобой
- Блэйд
- Болотная тварь
- Зловещие мертвецы: Ожог
- Винни-Пух: Кровь и мёд 3[38]
- Возвращение мамонтёнка
- Галеристка
- Дорога к мечте[39]
- Дьявол носит Prada 2 - 1 мая[40]
- Койот против «Акме» - 28 августа
- Королевство кривых зеркал
- Миньоны 3
- Небоскрёб на необитаемом острове[кирг.][41]
- Отважный и смелый
- Пухвёрс: Монстры, объединяйтесь
- Финник 3
- Холоп 3